# 프레임 릴레이

프레임 릴레이(Frame Relay)는 LAN간 또는 광역통신망(WAN)내 단말 지점 간의 비용-효율적인 데이터의 전송을 위해 고안되었다. 프레임 릴레이는 프레임이라 불리는 가변 길이 단위에 데이터를 넣고 재전송과 같은 필요한 오류 정정 기능은 단말 지점에 맡긴다. 이를 통해 전체 데이터 전송 속도를 향상시켰다. 대부분의 서비스에서 망은 고정가상회선(PVC: permanent virtual circuit)을 제공하며 이를 통해 사용자는 전용 회선에 대한 과금없이 지속적으로 접속되어 있는 것처럼 느끼게 된다. 서비스 제공자는 프레임이 목적지로 전송되는 경로 문제를 해결하며 사용량에 따라 과금한다.

## 속도
프레임 릴레이의 속도는 56kbit/s, 64kbit/s, 128kbit/s, 256kbit/s, 512kbit/s, 1.5Mbit/s, 2Mbit/s로 다양하며 ILEC(incumbent local exchange carrier)(미국의 연방통신법이 제정될 당시, 이미 존재하던 기존 시내전화 서비스 회사들을 가리키는 말)]에 따라 달라진다.

## 프레임 릴레이와 X.25 비교
X.25는 높은 에러율을 가진 링크상에서의 오류 없는(error-free) 전송을 목적으로 한다. 프레임 릴레이는 낮은 에러율을 가진 링크를 사용하고 X.25에서 제공하던 서비스를 상당 부분 제거하였다. 이를 통해 프레임 릴레이는 X.25보다 20배의 속도 향상을 이루었다.
X.25는 OSI 모델의 1, 2, 3계층에서의 처리를 명세하지만, 프레임 릴레이는 오직 1, 2계층에서 동작한다. 이를 각 노드에서의 프로세싱의 감소와 성능의 향상을 의미한다.
X.25는 패킷을 전송하지만, 프레임 릴레이는 프레임을 전송한다. X.25 패킷은 오류 제어(error control) 및 흐름 제어(flow control)를 위한 몇 가지 필드가 포함되어 있는 반면, 프레임 릴레이에는 이런 필드가 없다. 프레임 릴레이에서 사용되는 프레임에는 목적지까지 최소한의 프로세싱으로 프레임을 직접 전송하기 위한 확장된 주소 필드(expanded address field)가 포함된다.
X.25는 고정된 대역폭을 사용하는 반면, 프레임 릴레이는 물리 채널 및 논리 채널상에서 호 설정 협상 과정을 통해 동적으로 대역폭을 할당한다.

## 같이 보기
- 다중 프로토콜 레이블 스위칭
- 장치 대역폭 목록